# Jimmy Casper

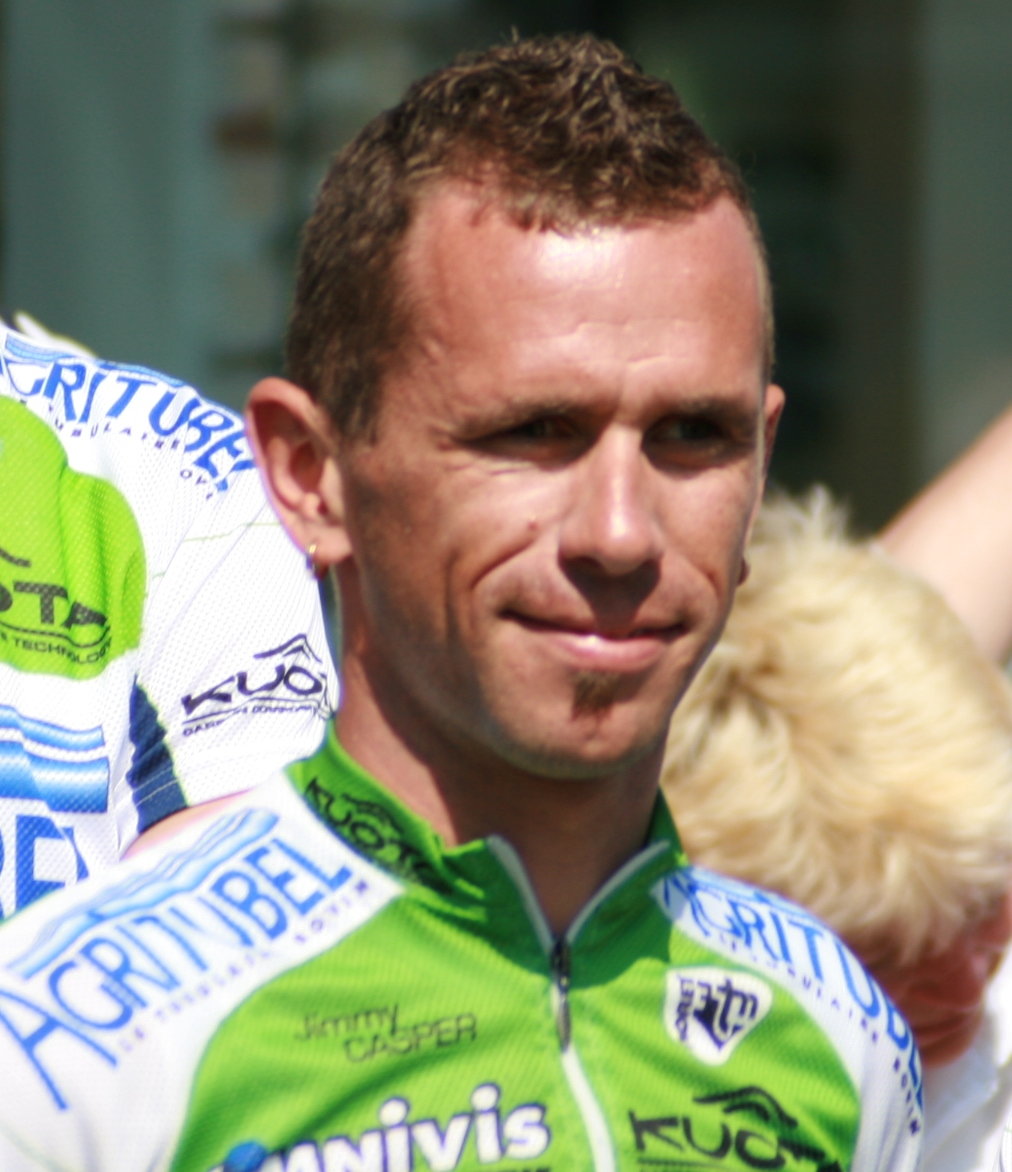
Jimmy Casper

Jimmy Casper (Montdidier, 28 de maio de 1978) é um ciclista profissional francês da equipe Saur-Sojasun. Sua principal conquista foi uma etapa na Volta da França 2006.
Durante o Tour de France 2008, foi suspenso de sua equipe na época, Agritubel, porque ele testou positivo no exame anti-dopagem para corticosteroide, um remédio para asma, que é proibido a menos que o usuário tenha uma isenção médica para a sua utilização, pela Agência Francesa Anti-dopagem. Ele seria inocentado de todas as acusações durante a audiência realizada pela Federação Francesa de Ciclismo.
Casper esteve presente na Volta a Portugal de 2010, onde venceu uma etapa disputada ao sprint.